# Arda Turan
Arda Turan (Bayrampaşa, Istanbul, 30 de gener de 1987) és un exfutbolista professional i ara entrenador turc. Actualment és l'entrenador del FC Xakhtar Donetsk.

## Trajectòria
Començà a les categories inferiors dels clubs Altıntepsi Makelspor i Galatasaray SK. Va pujar al primer equip del Galatasaray la temporada 2004-05, tot i que fou cedit al Vestel Manisaspor. Retornà al seu club el 2006-07.
El 31 d'agost de 2012 fou titular en el partit que decidia la Supercopa d'Europa 2012, contra el Chelsea FC a Mònaco, i que l'Atlético de Madrid guanyà per 4 a 1.

### FC Barcelona
El 6 de juliol de 2015, el FC Barcelona va anunciar el fitxatge de Turan des de l'Atlético de Madrid, per 34 milions d'euros, més 7 milions en variables. El contracte seria per cinc temporades, però Turan no podria debutar amb el nou club fins al gener de 2016, quan acabés la prohibició de fitxar que pesava sobre el Barça. El 29 de desembre de 2015, es va assignar a Turan el dorsal número 7. Va debutar el 6 de gener de 2016, com a titular, en un Derbi barceloní contra l'Espanyol al partit d'anada dels setzens de final de la Copa del Rei, que va acabar en 4–1 pel FC Barcelona. Va fer un gran xut a la segona part que fou aturat pel porter Pau. Turan va debutar a la lliga amb el Barça el 9 de gener de 2016, a la jornada 17, a casa contra el Granada CF. El partit va acabar 4–0, i Turan va assistir Lionel Messi per marcar el primer gol del partit. El 17 d'agost de 2016, Turan va marcar dos gols (i Lionel Messi l'altre) en la tornada de la Supercopa d'Espanya 2016 contra el Sevilla FC, partit que acabà 3-0 i que va permetre el Barça guanyar el títol pel resultat global de 5–0.
El 7 de desembre de 2016, Turan va marcar el seu primer hat-trick pel Barcelona durant un partit de fase de grups de la Champions League contra el Borussia Mönchengladbach. Va esdevenir el sisè jugador en la història del Barça en marcar un hat-trick a la Champions League, després de Messi, Ronaldinho, Rivaldo, Samuel Eto'o i Neymar. Aquest va ser també el primer hat-trick de Turan en competició europea.

### İstanbul Başakşehir
Després de no haver jugat cap partit amb el FC Barcelona la temporada 2017–18, Arda fou cedit al club turc İstanbul Başakşehir FK per la resta de la temporada i dues més, al mercat d'hivern. El Barça no va ingressar diners per la cessió, tot i que ho podria fer, en variables, en funció del rendiment del jugador.
Arda va debutar amb el seu nou club a la Super Lliga turca el 21 de gener de 2018, entrant des de la banqueta al minut 65, i va marcar el tercer gol en una victòria per 3–0 a fora contra el Bursaspor. El 4 de maig de 2018, Turan fou expulsat en partit de lliga contra el Sivasspor per empènyer un àrbitre assistent en desacord amb una decisió. Va ser sancionat amb 16 partits per la Federació Turca de Futbol, la sanció més duradora mai imposada a un futbolista a Turquia. Posteriorment, però, la sanció fou reduïda a deu partits pel comitè d'apel·lació de la Federació.
El 7 de gener de 2020 va rescindir la seva cessió a l'İstanbul Başakşehir Futbol Kulübü després d'haver estat dues temporades cedit i haver-hi jugat pocs partits. Tot i que tècnicament pertanyia a la disciplina del FC Barcelona fins al juny de 2020, el club blaugrana va avançar que no reincorporaria el jugador i que li buscaria una altra sortida.

### Selecció estatal
Debutà amb la selecció turca el 25 de maig del 2008. Participà amb la selecció a l'Euro 2008.

## Palmarès
Galatasaray SK
- 1 Lliga turca de futbol (2007-08)[19]

Atlético de Madrid
- 1 Lliga Europa de la UEFA (2011–12)
- 1 Supercopa d'Europa (2012)[1]
- 1 Copa del Rei (2013)[20]
- 1 Lliga espanyola (2013-14)[21]
- 1 Supercopa d'Espanya (2014)

FC Barcelona
- 1 Lliga espanyola: (2015-16)[22]
- 2 Copes del Rei: (2015-16[23] i 2016-17)[24]
- 1 Supercopa d'Espanya: (2016)[25]